# Saint-Alban-de-Roche
Saint-Alban-de-Roche – miejscowość i gmina we Francji, w regionie Owernia-Rodan-Alpy, w departamencie Isère. Nazwa miejscowości pochodzi od imienia św. Albana.
Według danych na rok 1990 gminę zamieszkiwało 1545 osób, a gęstość zaludnienia wynosiła 253 osób/km² (wśród 2880 gmin regionu Rodan-Alpy Saint-Alban-de-Roche plasuje się na 553. miejscu pod względem liczby ludności, natomiast pod względem powierzchni na miejscu 1427.).